# Darja Švajger
Darja Švajger (nacida el 16 de junio de 1965 en Maribor, República Socialista de Eslovenia, República Federal Socialista de Yugoslavia) es una cantante eslovena.

## Carrera
Ella se graduó en el jazz y en solitario cantando en Graz, Austria. Además de su carrera en solitario en la música, ha participado en programas de la televisión nacional de Eslovenia (EMA en 2002 y Eurolaul en 2003).

## Su paso por Eurovisión
Darja Švajger representó a su país en el Festival de Eurovisión en dos ocasiones: en 1995 con la canción "Prisluhni Mi" ("Escúchame") con la que obtuvo el 7° lugar con 84 puntos. La segunda vez que participó en dicho certamen, fue en 1999 con la canción "For A Thousand Years" ("Por mil años") con la que finalizó en el 11° puesto con 50 puntos.
| Predecesor: "Tih deževen dan" 1X Band        | Eslovenia en el Festival de Eurovisión 1995 | Sucesor: "Dan najlepših sanj" Regina |
| Predecesor: "Naj bogovi slišijo" Vili Resnik | Eslovenia en el Festival de Eurovisión 1999 | Sucesor: "Energy" Nuša Derenda       |

- Datos: Q451875
- Multimedia: Darja Švajger / Q451875